# Leucon armatus
Leucon armatus är en kräftdjursart som beskrevs av Given 1961. Leucon armatus ingår i släktet Leucon och familjen Leuconidae. Inga underarter finns listade i Catalogue of Life.